# Bouresse
Bouresse és un municipi francès situat al departament de la Viena i a la regió de la Nova Aquitània. L'any 2007 tenia 597 habitants.

## Demografia

### Població
El 2007 la població de fet de Bouresse era de 597 persones. Hi havia 283 famílies de les quals 90 eren unipersonals (53 homes vivint sols i 37 dones vivint soles), 111 parelles sense fills, 74 parelles amb fills i 8 famílies monoparentals amb fills.
La població ha evolucionat segons el següent gràfic:
Habitants censats

### Habitatges
El 2007 hi havia 375 habitatges, 280 eren l'habitatge principal de la família, 28 eren segones residències i 68 estaven desocupats. 368 eren cases i 7 eren apartaments. Dels 280 habitatges principals, 244 estaven ocupats pels seus propietaris, 34 estaven llogats i ocupats pels llogaters i 2 estaven cedits a títol gratuït; 1 tenia una cambra, 13 en tenien dues, 45 en tenien tres, 71 en tenien quatre i 150 en tenien cinc o més. 212 habitatges disposaven pel capbaix d'una plaça de pàrquing. A 120 habitatges hi havia un automòbil i a 125 n'hi havia dos o més.

### Piràmide de població
La piràmide de població per edats i sexe el 2009 era:
| Homes | Edats   | Dones |
| ----- | ------- | ----- |
| 0     | 95 o +  | 4     |
| 0     | 90 a 94 | 0     |
| 8     | 85 a 89 | 0     |
| 4     | 80 a 84 | 20    |
| 28    | 75 a 79 | 20    |
| 16    | 70 a 74 | 28    |
| 40    | 65 a 69 | 8     |
| 20    | 60 a 64 | 36    |
| 20    | 55 a 59 | 20    |
| 16    | 50 a 54 | 20    |
| 28    | 45 a 49 | 20    |
| 24    | 40 a 44 | 4     |
| 16    | 35 a 39 | 16    |
| 24    | 30 a 34 | 28    |
| 8     | 25 a 29 | 24    |
| 16    | 20 a 24 | 0     |
| 8     | 15 a 19 | 12    |
| 4     | 10 a 14 | 16    |
| 24    | 5 a 9   | 16    |
| 8     | 0 a 4   | 20    |

## Economia
El 2007 la població en edat de treballar era de 334 persones, 235 eren actives i 99 eren inactives. De les 235 persones actives 218 estaven ocupades (116 homes i 102 dones) i 16 estaven aturades (3 homes i 13 dones). De les 99 persones inactives 52 estaven jubilades, 22 estaven estudiant i 25 estaven classificades com a «altres inactius».

### Ingressos
El 2009 a Bouresse hi havia 268 unitats fiscals que integraven 582 persones, la mediana anual d'ingressos fiscals per persona era de 14.510 €.

### Activitats econòmiques
Dels 20 establiments que hi havia el 2007, 1 era d'una empresa extractiva, 2 d'empreses alimentàries, 7 d'empreses de construcció, 5 d'empreses de comerç i reparació d'automòbils, 2 d'empreses d'hostatgeria i restauració i 3 d'empreses immobiliàries.
Dels 10 establiments de servei als particulars que hi havia el 2009, 1 era un paleta, 3 guixaires pintors, 1 fusteria, 1 electricista, 1 perruqueria, 1 restaurant i 2 agències immobiliàries.
Dels 3 establiments comercials que hi havia el 2009, 1 era una botiga de menys de 120 m², 1 una fleca i 1 una carnisseria.
L'any 2000 a Bouresse hi havia 56 explotacions agrícoles que ocupaven un total de 3.395 hectàrees.

## Equipaments sanitaris i escolars
El 2009 hi havia una escola elemental.

## Poblacions més properes
El següent diagrama mostra les poblacions més properes.